# Graduate Texts in Mathematics
Graduate Texts in Mathematics (GTM) (ou "Textos de Pós-Graduação em Matemática", diferem de "Undergraduate Texts in Mathematics", "Textos de Graduação em Matemática" ) é uma série de livros texto de Pós-graduação em matemática publicados pela Springer-Verlag. Esta série em particular é facilmente identificada por uma faixa branca no topo do livro.

## Lista de livros
1. Introduction to Axiomatic Set Theory, Gaisi Takeuti, Wilson M. Zaring (1982, 2nd ed., ISBN 978-1-4613-8170-9)
2. Measure and Category - A Survey of the Analogies between Topological and Measure Spaces, John C. Oxtoby (1980, 2nd ed., ISBN 978-0-387-90508-2)
3. Topological Vector Spaces, H. H. Schaefer, M. P. Wolff (1999, 2nd ed., ISBN 978-0-387-98726-2)
4. A Course in Homological Algebra, Peter Hilton, Urs Stammbach (1997, 2nd ed., ISBN 978-0-387-94823-2)
5. Categories for the Working Mathematician, Saunders Mac Lane (1998, 2nd ed., ISBN 978-0-387-98403-2)
6. Projective Planes, Daniel R. Hughes, Fred C. Piper, (1982, ISBN 978-3-540-90043-6)
7. A Course in Arithmetic, Jean-Pierre Serre (1996, ISBN 978-0-387-90040-7)
8. Axiomatic Set Theory, Gaisi Takeuti, Wilson M. Zaring, (1973, ISBN 978-3-540-90050-4)
9. Introduction to Lie Algebras and Representation Theory, James E. Humphreys (1997, ISBN 978-0-387-90053-7)
10. A Course in Simple-Homotopy Theory, Marshall. M. Cohen, (1973, ISBN 0-387-90056-X)
11. Functions of One Complex Variable I, John B. Conway (1978, 2nd ed., ISBN 978-0-387-90328-6)
12. Advanced Mathematical Analysis, Richard Beals (1973, ISBN 978-0-387-90065-0)
13. Rings and Categories of Modules, Frank W. Anderson, Kent R. Fuller  (1992, 2nd ed., ISBN 978-0-387-97845-1)
14. Stable Mappings and Their Singularities, Marty Golubitsky, Victor Guillemin, (1974, ISBN 978-0-387-90072-8)
15. Lectures in Functional Analysis and Operator Theory, Sterling K. Berberian, (1974, ISBN 978-0-387-90080-3)
16. The Structure of Fields, David J. Winter, (1974, ISBN 978-3-540-90074-0)
17. Random Processes, Murray Rosenblatt, (1974, ISBN 978-0-387-90085-8)
18. Measure Theory, Paul R. Halmos (1974, ISBN 978-0-387-90088-9)
19. A Hilbert Space Problem Book, Paul R. Halmos (1982, ISBN 978-0-387-90685-0)
20. Fibre Bundles, Dale Husemöller (1994, 3rd ed., ISBN 978-0-387-94087-8)
21. Linear Algebraic Groups, James Edward Humphreys  (1998, ISBN 978-0-387-90108-4)
22. An Algebraic Introduction to Mathematical Logic, Donald W. Barnes, John M. Mack (1975, ISBN 978-0-387-90109-1)
23. Linear Algebra, Werner H. Greub (1981, ISBN 978-0-387-90110-7)
24. Geometric Functional Analysis and Its Applications, Richard B. Holmes, (1975, ISBN 978-0-387-90136-7)
25. Real and Abstract Analysis, Edwin Hewitt, Karl Stromberg (1975, ISBN 978-0-387-90138-1)
26. Algebraic Theories, Ernest G. Manes, (1976, ISBN 978-3-540-90140-2)
27. General Topology, John L. Kelley (1975, ISBN 978-0-387-90125-1)
28. Commutative Algebra I, Oscar Zariski, Pierre Samuel (1975, ISBN 978-0-387-90089-6)
29. Commutative Algebra II, Oscar Zariski, Pierre Samuel (1975, ISBN 978-0-387-90171-8)
30. Lectures in Abstract Algebra I: Basic Concepts, Nathan Jacobson (1976, ISBN 978-0-387-90181-7)
31. Lectures in Abstract Algebra II: Linear Algebra, Nathan Jacobson (1984, ISBN 978-0-387-90123-7)
32. Lectures in Abstract Algebra III: Theory of Fields and Galois Theory, Nathan Jacobson (1976, ISBN 978-0-387-90168-8)
33. Differential Topology, Morris W. Hirsch (1976, ISBN 978-0-387-90148-0)
34. Principles of Random Walk, Frank Spitzer (2001, ISBN 978-0-387-95154-6)
35. Several Complex Variables and Banach Algebras, Herbert Alexander, John Wermer (1998, 3rd ed., ISBN 978-0-387-98253-3)
36. Linear Topological Spaces, John L. Kelley, Isaac Namioka (1982, ISBN 978-0-387-90169-5)
37. Mathematical Logic, J. Donald Monk (1976, ISBN 978-0-387-90170-1)
38. Several Complex Variables, H. Grauert, K. Fritzsche (1976, ISBN 978-0-387-90172-5)
39. An Invitation to {\displaystyle C^{*}}-Algebras, William Arveson (1976, ISBN 978-0-387-90176-3)
40. Denumerable Markov Chains, John G. Kemeny, J. Laurie Snell, Anthony W. Knapp, D.S. Griffeath (1976, ISBN 978-0-387-90177-0)
41. Modular Functions and Dirichlet Series in Number Theory, Tom M. Apostol (1989, 2nd ed., ISBN 978-0-387-97127-8)
42. Linear Representations of Finite Groups, Jean-Pierre Serre, Leonhard L. Scott (1977, ISBN 978-0-387-90190-9)
43. Rings of Continuous Functions, Leonard Gillman, Meyer Jerison (1976, ISBN 978-0-387-90198-5)
44. Elementary Algebraic Geometry, Keith Kendig (1977, ISBN 978-0-387-90199-2)[1]
45. Probability Theory I, M. Loève (1977, 4th ed, ISBN 978-0-387-90210-4)
46. Probability Theory II, M. Loève (1978, 4th ed, ISBN 978-0-387-90262-3)
47. Geometric Topology in Dimensions 2 and 3, Edwin Moise (1977, ISBN 978-0-387-90220-3)
48. General Relativity for Mathematicians, R. K. Sachs, H. Wu (1983, ISBN 978-0-387-90218-0)
49. Linear Geometry, K. W. Gruenberg, A. J. Weir (2010, ISBN 978-0-387-90227-2)
50. Fermat's Last Theorem: A Genetic Introduction to Algebraic Number Theory, Harold M. Edwards (2000, ISBN 978-0-387-90230-2)
51. A Course in Differential Geometry, William Klingenberg, D. Hoffman (1983, ISBN 978-0-387-90255-5)
52. Algebraic Geometry, Robin Hartshorne (2010, ISBN 978-1-4419-2807-8)
53. A Course in Mathematical Logic for Mathematicians, Yu. I. Manin, Boris Zilber  (2009, 2nd ed., ISBN 978-1-4419-0614-4)
54. Combinatorics with Emphasis on the Theory of Graphs, Mark E. Watkins, Jack E. Graver (1977, ISBN 978-0-387-90245-6)
55. Introduction to Operator Theory I: Elements of Functional Analysis, Arlen Brown, Carl Pearcy (1977, ISBN 978-0-387-90257-9)
56. Algebraic Topology: An Introduction, William S. Massey (1977, ISBN 978-0-387-90271-5)
57. Introduction to Knot Theory, Richard H. Crowell, Ralph H. Fox (1977, ISBN 978-0-387-90272-2)
58. p-adic Numbers, p-adic Analysis, and Zeta-Functions, Neal Koblitz (1984, 2nd ed., ISBN 978-0-387-96017-3)
59. Cyclotomic Fields, Serge Lang (1978, ISBN 978-0-387-90307-1)[2]
60. Mathematical Methods of Classical Mechanics, V. I. Arnold, A. Weinstein, K. Vogtmann (1989, 2nd ed., ISBN 978-0-387-96890-2)
61. Elements of Homotopy Theory, George W. Whitehead (1978, ISBN 978-0-387-90336-1)
62. Fundamentals of the Theory of Groups, M. I. Kargapolov, J. I. Merzljakov (1979, ISBN 978-1-4612-9966-0)
63. Graph Theory - An Introductory Course, Béla Bollobás (1979, ISBN 978-1-4612-9969-1)
64. Fourier Series - A Modern Introduction Volume 1, R. E. Edwards (1979, 2nd ed., ISBN 978-1-4612-6210-7)
65. Differential Analysis on Complex Manifolds, Raymond O. Wells, Jr. (2008, 3rd ed., ISBN 978-0-387-73891-8)
66. Introduction to Affine Group Schemes, William Charles Waterhouse (1979, ISBN 978-1-4612-6219-0)
67. Local Fields, Jean-Pierre Serre (1979, ISBN 978-0-387-90424-5)
68. Linear Operators in Hilbert Spaces, Joachim Weidmann (1980, ISBN 978-1-4612-6029-5)
69. Cyclotomic Fields II, Serge Lang (1980, ISBN 978-1-4684-0088-5)
70. Singular Homology Theory, William Schumacher Massey (1980, ISBN 978-1-4684-9233-0)
71. Riemann Surfaces, Hershel Farkas, Irwin Kra (1992, 2nd ed., ISBN 978-0-387-97703-4)
72. Classical Topology and Combinatorial Group Theory, John Stillwell (1980, 2ed 1993, ISBN 978-0-3879-7970-0)
73. Algebra, homas William Hungerford (1974, ISBN 978-0-387-90518-1)
74. Multiplicative Number Theory, Harold Davenport, Hugh Montgomery (2000, 3rd ed., ISBN 978-0-387-95097-6)
75. Basic Theory of Algebraic Groups and Lie Algebras, G. P. Hochschild (1981, ISBN 978-1-4613-8116-7)
76. Algebraic Geometry - An Introduction to Birational Geometry of Algebraic Varieties, Shigeru Iitaka (1982, ISBN 978-1-4613-8121-1)
77. Lectures on the Theory of Algebraic Numbers, E. T. Hecke (1981, ISBN 978-0-387-90595-2)
78. A Course in Universal Algebra, Burris, Stanley and  Sankappanavar, H. P. (Online) (1981 ISBN 978-0-3879-0578-5)
79. An Introduction to Ergodic Theory, Peter Walters (1982, ISBN 978-0-387-95152-2)
80. A Course in the Theory of Groups, Derek John Scott Robinson (1996, 2nd ed., ISBN 978-0-387-94461-6)
81. Lectures on Riemann Surfaces, Otto Forster (1981, ISBN 978-0-387-90617-1)
82. Differential Forms in Algebraic Topology, Raoul Bott, Loring W. Tu (1982, ISBN 978-0-387-90613-3)
83. Introduction to Cyclotomic Fields, Lawrence Clinton Washington (1997, 2nd ed., ISBN 978-0-387-94762-4)
84. A Classical Introduction to Modern Number Theory, Kenneth Ireland, Michael Rosen (1990, 2nd ed., ISBN 978-0-387-97329-6)
85. Fourier Series - A Modern Introduction Volume 2, R. E. Edwards (1982, 2nd ed., ISBN 978-1-4613-8158-7)
86. Introduction to Coding Theory, Jack van Lint (3rd ed 1998, ISBN 3-540-64133-5)
87. Cohomology of Groups, Kenneth Stephen Brown (1982, ISBN 978-1-4684-9329-0)
88. Associative Algebras, R. S. Pierce (1982, ISBN 978-1-4757-0165-4)
89. Introduction to Algebraic and Abelian Functions, Serge Lang (1982, 2nd ed., ISBN 978-0-387-90710-9)
90. An Introduction to Convex Polytopes, Arne Brondsted (1983, ISBN 978-1-4612-1148-8)
91. The Geometry of Discrete Groups, Alan Beardon (1983, 2nd print 1995, ISBN 978-1-4612-7022-5)
92. Sequences and Series in Banach Spaces, J. Diestel (1984, ISBN 978-1-4612-9734-5)
93. Modern Geometry — Methods and Applications Part I: The Geometry of Surfaces, Transformation Groups, and Fields, B. A. Dubrovin, Anatoli Fomenko, Sergei Novikov (1992, 2nd ed., ISBN 978-0-387-97663-1)
94. Foundations of Differentiable Manifolds and Lie Groups, Frank Wilson Warner (1983, ISBN 978-0-387-90894-6)
95. Probability-1, Albert Shiryaev (2016, 3rd ed., ISBN 978-0-387-72205-4)
96. A Course in Functional Analysis, John Bligh Conway (2007, 2nd ed., ISBN 978-0-387-97245-9)
97. Introduction to Elliptic Curves and Modular Forms, Neal Koblitz (1993, 2nd ed., ISBN 978-0-387-97966-3)
98. Representations of Compact Lie Groups, Theodor Bröcker, Tammo tom Dieck (1985, ISBN 978-3-540-13678-1)
99. Finite Reflection Groups, L.C. Grove, C.T. Benson (1985, 2nd ed., ISBN 978-0-387-96082-1)
100. Harmonic Analysis on Semigroups - Theory of Positive Definite and Related Functions, Christian Berg, Jens Peter Reus Christensen, Paul Ressel (1984, ISBN 978-0-387-90925-7)
101. Galois Theory, Harold Edwards (1984, ISBN 978-0-387-90980-6)
102. Lie Groups, Lie Algebras, and Their Representations, V. S. Varadarajan (1984, ISBN 978-0-387-90969-1)
103. Complex Analysis, Serge Lang (1999, 4th ed., ISBN 978-0-387-98592-3)
104. Modern Geometry — Methods and Applications Part II: The Geometry and Topology of Manifolds, B. A. Dubrovin, Anatoli Fomenko, Sergei Novikov (1985, ISBN 978-0-387-96162-0)
105. SL2(R), Serge Lang (1985, ISBN 978-0-387-96198-9)
106. The Arithmetic of Elliptic Curves, Joseph Hillel Silverman (2009, 2nd ed., ISBN 978-0-387-09493-9)
107. Applications of Lie Groups to Differential Equations, Peter Olver (2ed 1993, ISBN 978-1-4684-0276-6)
108. Holomorphic Functions and Integral Representations in Several Complex Variables, R. Michael Range (1986, ISBN 978-0-387-96259-7)
109. Univalent Functions and Teichmüller Spaces, O. Lehto (1987, ISBN 978-1-4613-8654-4)
110. Algebraic Number Theory, Serge Lang (1994, 2nd ed., ISBN 978-0-387-94225-4)
111. Elliptic Curves, Dale Husemöller (2004, 2nd ed., ISBN 978-0-387-95490-5)
112. Elliptic Functions, Serge Lang (1987, 2nd ed., ISBN 978-0-387-96508-6)
113. Brownian Motion and Stochastic Calculus, Ioannis Karatzas, Steven Shreve (2nd ed. 2000, ISBN 978-0-387-97655-6)
114. A Course in Number Theory and Cryptography, Neal Koblitz (2ed 1994, ISBN 978-1-4684-0312-1)
115. Differential Geometry: Manifolds, Curves and Surfaces, Marcel Berger, Bernard Gostiaux (1988, ISBN 978-0-387-96626-7)
116. Measure and Integral — Volume 1, John Leroy Kelley, T.P. Srinivasan (1988, ISBN 978-0-387-96633-5)
117. Algebraic Groups and Class Fields, Jean-Pierre Serre (1988, ISBN 978-1-4612-6993-9)
118. Analysis Now, Gert K. Pedersen (1989, ISBN 978-0-387-96788-2)
119. An Introduction to Algebraic Topology, Joseph J. Rotman, (1988, ISBN 978-0-3879-6678-6)
120. Weakly Differentiable Functions — Sobolev Spaces and Functions of Bounded Variation, William P. Ziemer (1989, ISBN 978-0-387-97017-2)
121. Cyclotomic Fields I and II, Serge Lang (1990, Combined 2nd ed. ISBN 978-1-4612-6972-4)[3]
122. Theory of Complex Functions, Reinhold Remmert (1991, ISBN 978-0-387-97195-7)
123. Numbers, Heinz-Dieter Ebbinghaus et al. (1990, ISBN 978-0-387-97497-2)
124. Modern Geometry — Methods and Applications Part III: Introduction to Homology Theory, B. A. Dubrovin, Anatoli Fomenko, Sergei Novikov (1990, ISBN 978-0-387-97271-8)
125. Complex Variables — An Introduction, Carlos A. Berenstein, Roger Gay (1991, ISBN 978-0-387-97349-4)[4]
126. Linear Algebraic Groups, Armand Borel (1991, ISBN 978-1-4612-6954-0)
127. A Basic Course in Algebraic Topology, William Schumacher Massey (1991,  ISBN 978-0-3879-7430-9)
128. Partial Differential Equations, Jeffrey Rauch (1991, ISBN 978-1-4612-6959-5)
129. Representation Theory, William Fulton, Joe Harris (1991, ISBN 978-3-5400-0539-1)
130. Tensor Geometry — The Geometric Viewpoint and its Uses, Christopher T. J. Dodson, Timothy Poston (1991, 2nd ed., ISBN 978-3-540-52018-4)
131. A First Course in Noncommutative Rings, Tsit Yuen Lam (2001, 2nd ed., ISBN 978-0-387-95183-6)
132. Iteration of Rational Functions — Complex Analytic Dynamical Systems, Alan F. Beardon (1991, ISBN 978-0-387-95151-5)
133. Algebraic Geometry, Joe Harris (1992, ISBN 978-0-387-97716-4)
134. Coding and Information Theory, Steven Roman (1992, ISBN 978-0-387-97812-3)
135. Advanced Linear Algebra, Steven Roman (2008, 3rd ed., ISBN 978-0-387-72828-5)
136. Algebra — An Approach via Module Theory, William Adkins, Steven Weintraub (1992, ISBN 978-0-387-97839-0)
137. Harmonic Function Theory, Sheldon Axler, Paul Bourdon, Wade Ramey (2001, 2nd ed., ISBN 978-0-387-95218-5)
138. A Course in Computational Algebraic Number Theory, Henri Cohen (1996, ISBN 0-387-55640-0)
139. Topology and Geometry, Glen Bredon (1993, ISBN 978-0-387-97926-7)
140. Optima and Equilibria, Jean-Pierre Aubin (1998, ISBN 978-3-642-08446-1)
141. Gröbner Bases — A Computational Approach to Commutative Algebra, Thomas Becker, Volker Weispfenning (1993, ISBN 978-0-387-97971-7)
142. Real and Functional Analysis, Serge Lang (1993, 3rd ed., ISBN 978-0-387-94001-4)
143. Measure Theory, J. L. Doob (1994, ISBN 978-0-387-94055-7)
144. Noncommutative Algebra, Benson Farb, R. Keith Dennis (1993, ISBN 978-0-387-94057-1)
145. Homology Theory — An Introduction to Algebraic Topology, James W. Vick (1994, 2nd ed., ISBN 978-0-387-94126-4)
146. Computability — A Mathematical Sketchbook, Douglas S. Bridges (1994, ISBN 978-0-387-94174-5)
147. Algebraic K-Theory and Its Applications, Jonathan Rosenberg (1994, ISBN 978-0-387-94248-3)
148. An Introduction to the Theory of Groups, Joseph J. Rotman (1995, 4th ed., ISBN 978-0-387-94285-8)
149. Foundations of Hyperbolic Manifolds, John G. Ratcliffe (2006, 2nd ed., ISBN 978-0-387-94348-0)
150. Commutative Algebra — with a View Toward Algebraic Geometry, David Eisenbud (1995, ISBN 978-0-387-94269-8)
151. Advanced Topics in the Arithmetic of Elliptic Curves, Joseph Hillel Silverman (1994, ISBN 978-0-387-94328-2)[5]
152. Lectures on Polytopes, Günter M. Ziegler (1995, ISBN 978-0-387-94365-7)
153. Algebraic Topology — A First Course, William Fulton (1995, ISBN 978-0-387-94327-5)
154. An Introduction to Analysis, Arlen Brown, Carl Pearcy (1995, ISBN 978-0-387-94369-5)
155. Quantum Groups, Christian Kassel (1995, ISBN 978-0-387-94370-1)
156. Classical Descriptive Set Theory, Alexander S. Kechris (1995, ISBN 978-0-387-94374-9)
157. Integration and Probability, Paul Malliavin (1995, ISBN 978-0-387-94409-8)[6]
158. Field Theory, Steven Roman (2006, 2nd ed., ISBN 978-0-387-27677-9)
159. Functions of One Complex Variable II, John B. Conway (1995, ISBN 978-0-387-94460-9)
160. Differential and Riemannian Manifolds, Serge Lang (1995, ISBN 978-0-387-94338-1)
161. Polynomials and Polynomial Inequalities, Peter Borwein, Tamas Erdelyi (1995, ISBN 978-0-387-94509-5)
162. Groups and Representations, J. L. Alperin, Rowen B. Bell (1995, ISBN 978-0-387-94526-2)
163. Permutation Groups, John D. Dixon, Brian Mortimer (1996, ISBN 978-0-387-94599-6)
164. Additive Number Theory The Classical Bases, Melvyn Nathanson (1996, ISBN 978-0-387-94656-6)
165. Additive Number Theory: Inverse Problems and the Geometry of Sumsets, Melvyn Nathanson (1996, ISBN 978-0-387-94655-9)
166. Differential Geometry — Cartan's Generalization of Klein's Erlangen Program, R. W. Sharpe (1997, ISBN 978-0-387-94732-7)
167. Field and Galois Theory, Patrick Morandi (1996, ISBN 978-0-387-94753-2)
168. Combinatorial Convexity and Algebraic Geometry, Guenter Ewald (1996, ISBN 978-1-4612-8476-5)
169. Matrix Analysis, Rajendra Bhatia (1997, ISBN 978-0-387-94846-1)
170. Sheaf Theory, Glen Bredon (1997, 2nd ed., ISBN 978-0-387-94905-5)
171. Riemannian Geometry, Peter Petersen (2016, 3rd ed., ISBN 978-3-319-26652-7)
172. Classical Topics in Complex Function Theory, Reinhold Remmert (1998, ISBN 978-0-387-98221-2)
173. Graph Theory, Reinhard Diestel (2017, 5th ed., ISBN 978-3-662-53621-6)
174. Foundations of Real and Abstract Analysis, Douglas S. Bridges (1998, ISBN 978-0-387-98239-7)
175. An Introduction to Knot Theory, W. B. Raymond Lickorish (1997, ISBN 978-1-4612-6869-7)
176. Introduction to Riemannian Manifolds, John M. Lee (2018, 2nd ed., ISBN 978-3-319-91754-2)[7]
177. Analytic Number Theory , Donald J. Newman (1998, ISBN 978-0-387-98308-0)
178. Nonsmooth Analysis and Control Theory, Francis H. Clarke, Yuri S. Ledyaev, Ronald J. Stern, Peter R. Wolenski (1998, ISBN 978-0-387-98336-3)
179. Banach Algebra Techniques in Operator Theory, Ronald G. Douglas (1998, 2nd ed., ISBN 978-0-387-98377-6)
180. A Course on Borel Sets, S. M. Srivastava (1998, ISBN 978-0-387-98412-4)
181. Numerical Analysis, Rainer Kress (1998, ISBN 978-0-387-98408-7)
182. Ordinary Differential Equations, Wolfgang Walter (1998, ISBN 978-0-387-98459-9)
183. An Introduction to Banach Space Theory, Robert E. Megginson (1998, ISBN 978-0-387-98431-5)
184. Modern Graph Theory, Béla Bollobás (1998, ISBN 978-0-387-98488-9)
185. Using Algebraic Geometry, David A. Cox, John Little, Donal O'Shea (2005, 2nd ed., ISBN 978-0-387-20706-3)
186. Fourier Analysis on Number Fields, Dinakar Ramakrishnan, Robert J. Valenza (1999, ISBN 978-0-387-98436-0)
187. Moduli of Curves, Joe Harris, Ian Morrison (1998, ISBN 978-0-387-98438-4)
188. Lectures on the Hyperreals, Robert Goldblatt (1998, ISBN 978-1-4612-6841-3)
189. Lectures on Modules and Rings, Tsit Yuen Lam (1999, ISBN 978-0-387-98428-5)
190. Problems in Algebraic Number Theory, M. Ram Murty, Jody Indigo Esmonde (2005, 2nd ed., ISBN 978-0-387-22182-3)
191. Fundamentals of Differential Geometry, Serge Lang (1999, ISBN 978-0-387-98593-0)
192. Elements of Functional Analysis, Francis Hirsch, Gilles Lacombe (1999, ISBN 978-0-387-98524-4)
193. Advanced Topics in Computational Number Theory, Henri Cohen (2000, ISBN 0-387-98727-4)
194. One-Parameter Semigroups for Linear Evolution Equations, Engel, Nagel (2000, ISBN 978-0-387-98463-6)
195. Elementary Methods in Number Theory, Melvyn Nathanson (2000, ISBN 978-0-387-98912-9)
196. Basic Homological Algebra, M. Scott Osborne (2000, ISBN 978-0-387-98934-1)
197. The Geometry of Schemes, Eisenbud, Joe Harris (2000, ISBN 978-0-387-98638-8)
198. A Course in p-adic Analysis, Alain M. Robert (2000, ISBN 978-0-387-98669-2)
199. Theory of Bergman Spaces, Hakan Hedenmalm, Boris Korenblum, Kehe Zhu (2000, ISBN 978-0-387-98791-0)
200. An Introduction to Riemann-Finsler Geometry, David Bao, Shiing-Shen Chern, Zhongmin Shen (2000, ISBN 978-1-4612-7070-6)
201. Diophantine Geometry, Marc Hindry, Joseph H. Silverman (2000, ISBN 978-0-387-98975-4)
202. Introduction to Topological Manifolds, John M. Lee (2011, 2nd ed., ISBN 978-1-4419-7939-1)
203. The Symmetric Group — Representations, Combinatorial Algorithms, and Symmetric Functions, Bruce E. Sagan (2001, 2nd ed., ISBN 978-0-387-95067-9)
204. Galois Theory, Jean-Pierre Escofier (2001, ISBN 978-0-387-98765-1)
205. Rational Homotopy Theory, Yves Félix, Stephen Halperin, Jean-Claude Thomas (2000, ISBN 978-0-387-95068-6)
206. Problems in Analytic Number Theory, M. Ram Murty (2007, 2nd ed., ISBN 978-0-387-95143-0)
207. Algebraic Graph Theory, Chris Godsil, Gordon Royle (2001, ISBN 978-0-387-95241-3)
208. Analysis for Applied Mathematics, Ward Cheney (2001, ISBN 978-0-387-95279-6)
209. A Short Course on Spectral Theory, William Arveson (2002, ISBN 978-0-387-95300-7)
210. Number Theory in Function Fields, Michael Rosen (2002, ISBN 978-0-387-95335-9)
211. Algebra, Serge Lang (2002, Revised 3rd ed, ISBN 978-0-387-95385-4)
212. Lectures on Discrete Geometry, Jiří Matoušek (2002, ISBN 978-0-387-95374-8)
213. From Holomorphic Functions to Complex Manifolds, Klaus Fritzsche, Hans Grauert (2002, ISBN 978-0-387-95395-3)
214. Partial Differential Equations, Jürgen Jost, (2013, 3rd ed., ISBN 978-1-4614-4808-2)
215. Algebraic Functions and Projective Curves, David M. Goldschmidt, (2003, ISBN 978-0-387-95432-5)
216. Matrices — Theory and Applications, Denis Serre, (2010, 2nd ed., ISBN 978-1-4419-7682-6)
217. Model Theory: An Introduction, David Marker, (2002, ISBN 978-0-387-98760-6)
218. Introduction to Smooth Manifolds, John M. Lee (2012, 2nd ed., ISBN 978-1-4419-9981-8)
219. The Arithmetic of Hyperbolic 3-Manifolds, Colin Maclachlan, Alan W. Reid, (2003, ISBN 978-0-387-98386-8)
220. Smooth Manifolds and Observables, Jet Nestruev, (2003, ISBN 978-0-387-95543-8 )
221. Convex Polytopes, Branko Grünbaum (2003, ISBN 0-387-00424-6)
222. Lie Groups, Lie Algebras, and Representations - An Elementary Introduction, Brian C. Hall, (2015, 2nd ed., ISBN 978-3-319-13466-6)
223. Fourier Analysis and its Applications, Anders Vretblad, (2003, ISBN 978-0-387-00836-3)
224. Metric Structures in Differential Geometry, Walschap, G., (2004, ISBN 978-0-387-20430-7)
225. Lie Groups, Daniel Bump, (2013, 2nd ed., ISBN 978-1-4614-8023-5)
226. Spaces of Holomorphic Functions in the Unit Ball, Kehe Zhu, (2005, ISBN 978-0-387-22036-9)
227. Combinatorial Commutative Algebra, Ezra Miller, Bernd Sturmfels, (2005, ISBN 978-0-387-22356-8)
228. A First Course in Modular Forms, Fred Diamond, J. Shurman,  (2006, ISBN 978-0-387-23229-4)
229. The Geometry of Syzygies, David Eisenbud (2005, ISBN 978-0-387-22215-8)
230. An Introduction to Markov Processes, Daniel W. Stroock, (2014, 2nd ed., ISBN 978-3-540-23499-9)
231. Combinatorics of Coxeter Groups, Anders Björner, Francisco Brenti, (2005, ISBN 978-3-540-44238-7)
232. An Introduction to Number Theory, Everest, Graham., Ward, T., (2005, ISBN 978-1-85233-917-3)
233. Topics in Banach Space Theory, Albiac, F., Kalton, N. J., (2016, 2nd ed., ISBN 978-3-319-31555-3)
234. Analysis and Probability — Wavelets, Signals, Fractals, Jorgensen, P. E. T., (2006, ISBN 978-0-387-29519-0)
235. Compact Lie Groups, M. R. Sepanski, (2007, ISBN 978-0-387-30263-8)
236. Bounded Analytic Functions, Garnett, J., (2007, ISBN 978-0-387-33621-3)
237. An Introduction to Operators on the Hardy-Hilbert Space, Ruben A. Martinez-Avendano, Peter Rosenthal, (2007, ISBN 978-0-387-35418-7)
238. A Course in Enumeration, Aigner, M., (2007, ISBN 978-3-540-39032-9)
239. Number Theory — Volume I: Tools and Diophantine Equations, Cohen, H., (2007, ISBN 978-0-387-49922-2)
240. Number Theory — Volume II: Analytic and Modern Tools, Cohen, H., (2007, ISBN 978-0-387-49893-5)
241. The Arithmetic of Dynamical Systems, Joseph H. Silverman, (2007, ISBN 978-0-387-69903-5)
242. Abstract Algebra, Pierre Antoine Grillet, (2007, ISBN 978-0-387-71567-4)
243. Topological Methods in Group Theory, Geoghegan, Ross, (2007, ISBN 978-0-387-74611-1)
244. Graph Theory, John Adrian Bondy, U.S.R. Murty, (2008, ISBN 978-1-84628-969-9)
245. Complex Analysis: Introduced in the Spirit of Lipman Bers, Gilman, Jane P., Kra, Irwin, Rodriguez, Rubi E. (2007, ISBN 978-0-387-74714-9)
246. A Course in Commutative Banach Algebras, Kaniuth, Eberhard,  (2008, ISBN 978-0-387-72475-1)
247. Braid Groups, Kassel, Christian, Turaev, Vladimir, (2008, ISBN 978-0-387-33841-5)
248. Buildings Theory and Applications, Abramenko, Peter, Brown, Ken (2008, ISBN 978-0-387-78834-0)
249. Classical Fourier Analysis, Loukas Grafakos (2014, 3rd ed., ISBN 978-1-4939-1193-6)
250. Modern Fourier Analysis, Loukas Grafakos (2014, 3rd ed., ISBN 978-1-4939-1229-2)
251. The Finite Simple Groups, Robert A. Wilson (2009, ISBN 978-1-84800-987-5)
252. Distributions and Operators, Gerd Grubb, (2009, ISBN 978-0-387-84894-5)
253. Elementary Functional Analysis, MacCluer, Barbara D., (2009, ISBN 978-0-387-85528-8)
254. Algebraic Function Fields and Codes, Henning Stichtenoth, (2009, ISBN 978-3-540-76877-7)
255. Symmetry, Representations, and Invariants, Goodman, Roe, Wallach, Nolan R., (2009, ISBN 978-0-387-79851-6)
256. A Course in Commutative Algebra, Kemper, Gregor, (2010, ISBN 978-3-642-03544-9)
257. Deformation Theory, Robin Hartshorne, (2010, ISBN 978-1-4419-1595-5)
258. Foundations of Optimization in Finite Dimensions, Osman Guler, (2010, ISBN 978-0-387-34431-7)
259. Ergodic Theory - with a view towards Number Theory, Thomas Ward, Manfred Einsiedler, (2011, ISBN 978-0-85729-020-5)
260. Monomial Ideals, Jürgen Herzog, Hibi Takayuki (2010, ISBN 978-0-85729-105-9)
261. Probability and Stochastics, Erhan Çinlar, (2011, ISBN 978-0-387-87858-4)
262. Essentials of Integration Theory for Analysis, Daniel W. Stroock, (2012, ISBN 978-1-4614-1134-5)
263. Analysis on Fock Spaces, Kehe Zhu, (2012, ISBN 978-1-4419-8800-3)
264. Functional Analysis, Calculus of Variations and Optimal Control, Francis H. Clarke, (2013, ISBN 978-1-4471-4819-7)
265. Unbounded Self-adjoint Operators on Hilbert Space, Konrad Schmüdgen, (2012, ISBN 978-94-007-4752-4)
266. Calculus Without Derivatives, Jean-Paul Penot, (2012, ISBN 978-1-4614-4537-1)
267. Quantum Theory for Mathematicians, Brian C. Hall, (2013, ISBN 978-1-4614-7115-8)
268. Geometric Analysis of the Bergman Kernel and Metric, Krantz, Steven G., (2013, ISBN 978-1-4614-7923-9)
269. Locally Convex Spaces, M Scott Osborne, (2014, ISBN 978-3-319-02044-0)
270. Fundamentals of Algebraic Topology, Steven Weintraub, (2014, ISBN 978-1-4939-1843-0)
271. Integer Programming, Michelangelo Conforti, Gérard P. Cornuéjols, Giacomo Zambelli, (2014, ISBN 978-3-319-11007-3)
272. Operator Theoretic Aspects of Ergodic Theory, Tanja Eisner, Bálint Farkas, Markus Haase, Rainer Nagel, (2015, ISBN 978-3-319-16897-5)
273. Homotopical Topology, Anatoly Fomenko, Dmitry Fuchs, (2016, 2nd ed., ISBN 978-3-319-23487-8)
274. Brownian Motion, Martingales, and Stochastic Calculus, Jean-François Le Gall, (2016, ISBN 978-3-319-31088-6)
275. Differential Geometry - Connections, Curvature, and Characteristic Classes, Loring W. Tu (2017, ISBN 978-3-319-55082-4)
276. Functional Analysis, Spectral Theory, and Applications, Manfred Einsiedler, Thomas Ward (2017, ISBN 978-3-319-58539-0)
277. The Moment Problem, Konrad Schmüdgen (2017, ISBN 978-3-319-64545-2)
278. Modern Real Analysis, William P. Ziemer (2017, 2nd ed., ISBN 978-3-319-64628-2)
279. Binomial Ideals, Jürgen Herzog, Takayuki Hibi, Hidefumi Ohsugi (2018, ISBN 978-3-319-95347-2)
280. Introduction to Real Analysis Heil Christopher(2019)
281. Probability-2, Shiryaev, Albert N.(2019)